# Chanon Tamma
Chanon Tamma (thailändisch ชานนท์ ทํามา; * 9. März 2004) ist ein thailändischer Fußballspieler.

## Karriere

### Verein
Chanon Tamma stand bis Mitte 2022 beim Drittligisten Uthai Thani FC unter Vertrag. Mit dem Verein aus Uthai Thani spielte er in der Northern Region der Liga. Am Ende der Saison 2021/22 feierte er die Meisterschaft der Region und den Aufstieg in die zweite Liga. Für Uthai Thani bestritt er drei Ligaspiele. Die Saison 2022/23 spielte er bei dem in der Eastern Region spielenden Banbueng FC. Am Ende der Saison musste er mit dem Verein aus Chonburi aus der dritten Liga absteigen. Im Sommer 2023 schloss er sich dem Zweitligaaufsteiger Chanthaburi FC an. Sein Zweitligadebüt für den Verein aus Chanthaburi gab Tamma am 1. Oktober 2023 (7. Spieltag) im Auswärtsspiel gegen den Chiangmai United FC. Bei der 5:3-Niederlage wurde er in der 76. Minute für Patipat Kamsat eingewechselt. Nach 34 Ligaspielen, in denen er einen Treffer erzielte, wechselte er im Sommer 2025 in die erste Liga. Hier unterschrieb er in Pathum Thani einen Vertrag beim BG Pathum United FC.

### Nationalmannschaft
Chanon Tamma gab sein Debüt in der thailändischen U23-Nationalmannschaft am 19. März 2025 in einem Freundschaftsspiel gegen die Vereinigten Arabischen Emirate. Bei der 1:0-Niederlage im Grand-Hamad-Stadion stand er in der Startelf und spielte die kompletten 90 Minuten.

## Erfolge
Uthai Thani FC
- Thai League 3 – North: 2021/22  ▲